# Морозко (сказка)

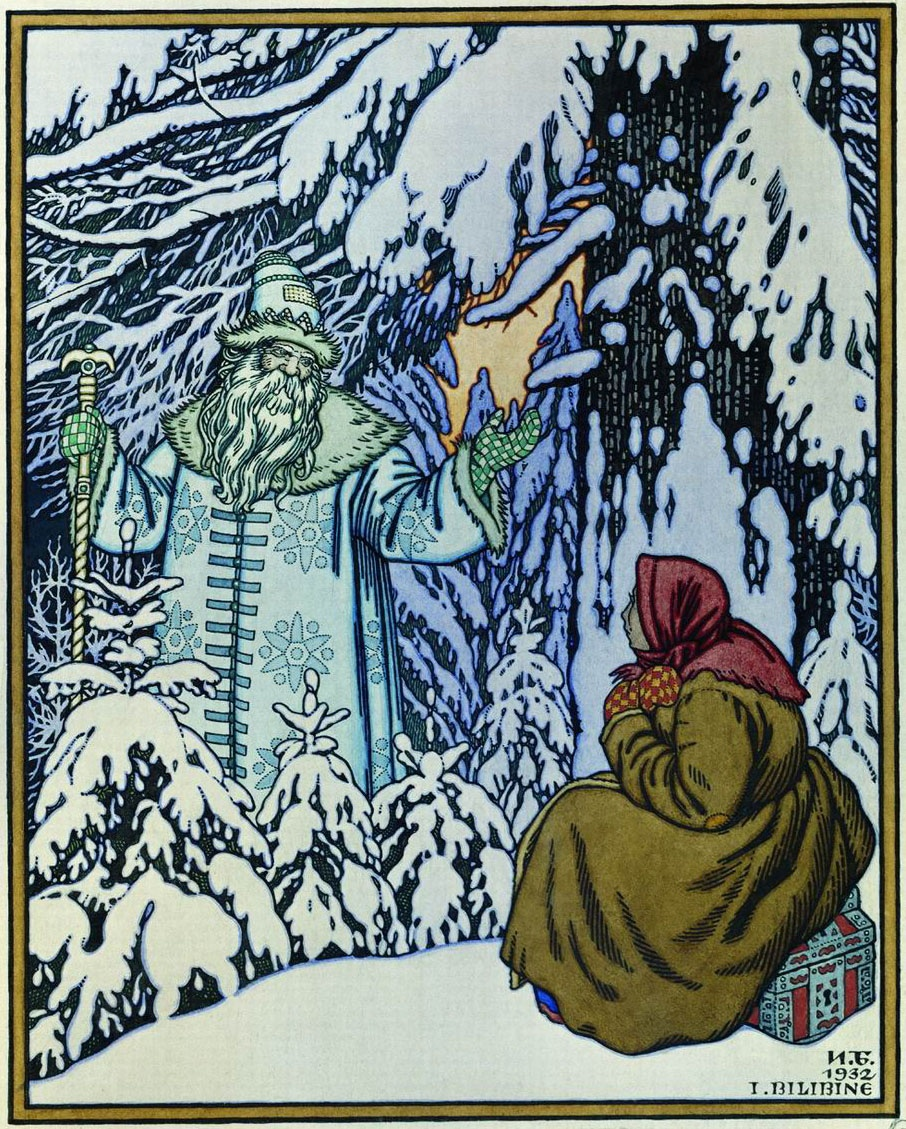
«Морозко»
художник Иван Билибин, 1932

«Морозко» — сюжет восточнославянских народных сказок. В указателе сказочных сюжетов под номером 480 «Мачеха и падчерица»: падчерицу увозят в лес; Морозко (Баба-яга, леший, в украинских текстах чаще — кобылячья голова) испытывает девушку и награждает её (АА 480*В); падчерица играет в прятки с медведем, ей помогает мышка; родная дочь также хочет получить подарок, но не выдерживает испытания и погибает (АА 480 °C). Сказка о встрече падчерицы в лесу с Морозом отмечена и в фольклоре некоторых соседних с восточными славянами народов.
Русских вариантов — 40, украинских — 30, белорусских — 11. Два варианта (№ 95 и 96) вошли в сборник «Народные русские сказки» Александра Афанасьева.
История сказок этого сюжета связана со средневековым сборником «Римские деяния» (№ 109, 251) и с «Пентамероном» Базиле (IV, № 7; V, № 2)[неоднозначно]. По мотивам подобных словацких и чешских сказок написаны «Двенадцать месяцев» (чеш. O dvanácti měsíčkách) Божены Немцовой (1854) и «Сказка для чтения и представления» С. Я. Маршака «Двенадцать месяцев» (1942). Русская сказка отразилась в поэме Н. А. Некрасова «Мороз, Красный нос» и получила известность в пересказах В. Ф. Одоевского и других писателей.
Сюжет «Морозко» послужил основой для создания литературных сказок; по его мотивам сняты одноимённые художественные фильмы в 1924 и в 1964 годах.

## Разновидности
По данным исследователей, изучавших записи сказки «Морозко» в разных регионах, существует не менее сорока её русских разновидностей, около тридцати — украинских вариантов и одиннадцать — белорусских. Изначально эти устные рассказы были близки к быличкам; крестьяне, веря в сверхъестественные возможности Мороза, вплоть до XIX века стремились задобрить его с помощью киселя. Позже, когда Мороз в народном сознании начал утрачивать черты мифологического персонажа, история встречи с ним обрела форму волшебной сказки.
Собиратель фольклора Александр Афанасьев при включении двух вариантов «Морозко» в собрание своих сказок отметил, что одна из них (№ 95) записана в Никольском уезде Новгородской губернии, вторая (№ 96) — в Курской губернии.
Ещё одна редакция «Морозко», вошедшая в книгу «Сказки и легенды Пушкинских мест» (1950), была записана неподалёку от Михайловского в 1927 году. От сказительницы, 50-летней неграмотной крестьянки Анны Фёдоровны Дворецковой, собиратели узнали, что сказки в их семье обычно рассказывались вечерами, во время ткацких или прядильных работ. Сама она произносила их нараспев, с выражением, время от времени переходя на декламацию.

## Сюжет

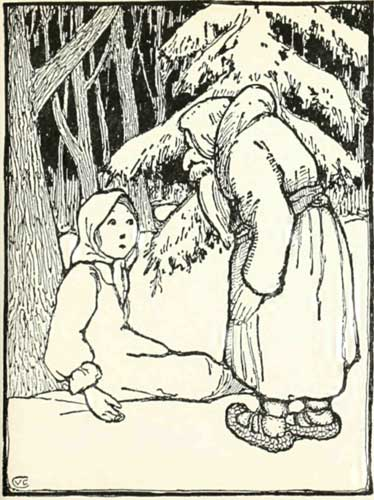
«Морозко»
художник В. Каррик, 1914

### Из сказок Афанасьева (№ 95)
Злая мачеха, желая избавиться от падчерицы Марфушки, девушки работящей и безропотной, приказала мужу отвезти её в лес и выдать замуж за Мороза. Старик не посмел ослушаться сварливой жены: привёз дочку в бор, оставил возле большой сосны и вернулся домой.
Вскоре появился Морозко. Трижды спросив у Марфушки «Тепло ли тебе, девица, тепло ли тебе, красная?», он укутал замерзающую гостью шубами.
На следующий день старик снова поехал в лес и нашёл там дочку живую, здоровую, с богатыми подарками. Когда мачеха увидела падчерицу в новой шубе и с коробом белья, она решила и своих дочерей отправить к жениху. Однако на вопрос «Тепло ли вам, девицы?» те отвечали грубо и скоро «окостенели».

### Из сказок Пушкинских мест
Овдовев, старик вторично женился. Новая жена невзлюбила его родную дочь и приказала избавиться от неё. Отвёз старик её в лес, насобирал хворосту и уехал. Девушка шла по тропинке и набрела на избушку. Ночью туда пришёл Морозко, принёс ей платье, шубу, валенки, подогнал коня, доставил крытый возок.
Когда собака сообщила мачехе о том, что её падчерица едет домой в серебре и золоте, старуха сначала не поверила. Но скоро увидела, что девушка и вправду жива, здорова и богата. Велела мачеха и своё родное дитя доставить в ту же избушку. Но мачехина дочка повела себя заносчиво, встретила Мороза неприветливо, за что и поплатилась: остались от неё одни косточки.

### Издания
В СССР, после создания в 1933 году издательства книг для детей «Детгиз», часто переиздается пересказ А. Н. Толстого (сказками он занялся в 1937 году, а сказка «Морозко» в его пересказе впервые опубликована в книге: Алексей Толстой, Русские сказки, т. I, Детиздат, М.—Л. 1940).

## Литературная перекличка
Первым к литературной обработке сказки «Морозко» обратился Владимир Одоевский, написавший произведение «Мороз Иванович». В этой версии главный герой — седой старик, который живёт в доме, сделанном изо льда. Так же, как и Морозко в народной сказке, Мороз Иванович ценит трудолюбие, а потому дарит Рукодельнице за работу «брильянтик» для косынки и серебряные пятачки в ведёрке. Ленивица, отправившаяся по следам Рукодельницы в ледяное царство старика, получила «в награду» лишь сосульку.

В педагогической сказке Одоевского обрядовый Мороз и сказочный Морозко превращены в доброго, но справедливого воспитателя и наставника.— Новое литературное обозрение
Выход в свет поэмы Некрасова «Мороз Красный нос» (1863) способствовал дальнейшему развитию образа героя. Этот Мороз, властный и суровый старик, хозяин зимнего царства, «мало похож на добродушного и справедливого героя народной сказки „Морозко“». Отдалённость образов связана, по мнению исследователей, с тем, что Некрасов включил в сюжет поэмы лишь один фрагмент из «Морозко» (речь идёт о неизменно повторяющемся в разных вариантах вопросе «Тепло ли тебе, молодица?»); сам же «воевода» гораздо ближе героям песенного народного творчества, нежели сказкам.
Исследователи находят немало точек пересечения между «Морозко» и написанной братьями Гримм «Госпожой Метелицей» (нем. Frau Holle): в обеих сказках действуют трудолюбивые падчерицы, злые мачехи и их спесивые дочки; добрые девушки в каждой из историй получают награду, только в первом случае щедрость идёт от «повелителя зимы», а во втором — от «повелительницы зимы». По замечанию Владимира Проппа, и в «Морозко», и в «Frau Holle» наблюдается «персонификация зимы» (в мужском и женском образах соответственно). Одновременно фольклорист обращает внимание на «переплетение сюжетов»:

Вполне объективных критериев для отделения одного сюжета от другого нет. Там, где один исследователь будет видеть новый сюжет, другой будет видеть вариант и наоборот.— В. Пропп
К числу литературно переработанных модификаций сказки «Морозко» исследователи относят также драматическую повесть Самуила Маршака «Двенадцать месяцев» (1942).

## Художественные особенности
Литературовед Елена Коровина, характеризуя героя сказки «Морозко», воспроизводит присказку из наследия Владимира Даля о том, что «Морозко скачет по ельничкам, по берёзничкам, по сухим берегам». Лёгкость и игривость «повелителя зимы» позволяют говорить о том, что персонаж относится к числу «молодых божеств», готовым любезничать «с девицами, попавшими в его лес».
Фольклорист Владимир Бахтин, напомнив, что Дед Мороз, Мороз Красный нос, Морозко — это один и тот же «владыка холода», называет героя сказки «заступником»; в народном сознании победить и получить награду должен «самый слабый, самый обиженный». Литературовед Владимир Аникин отмечает, что Морозко — в зависимости от ситуации — может проявить себя и как благожелательный хозяин, и как беспощадный властитель:

В сказочной истории о стойкости и терпении сироты, о суровом Морозке заключается мысль: притесняемые, те, кто стоек, будут счастливы. Сказка — своеобразный идейно-эстетический и этический кодекс народа, здесь воплощены его чаяния и ожидания.— В. Аникин

## Экранизация
- «Морозко» (1924), режиссёр Юрий Желябужский

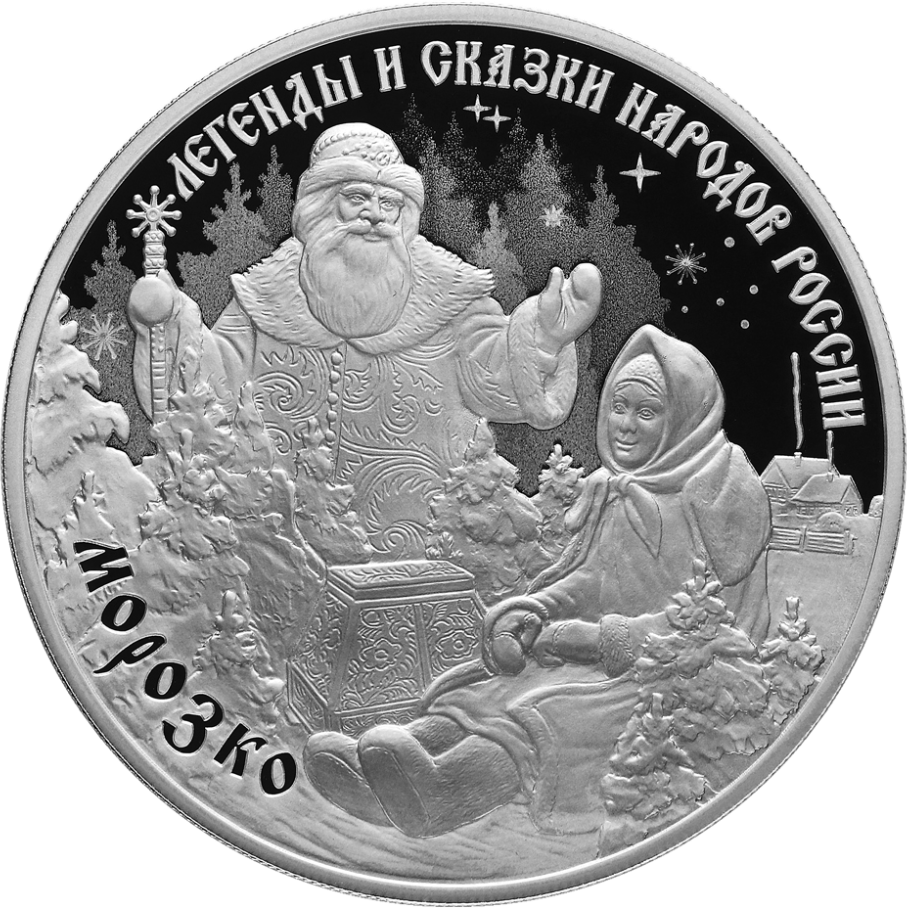
Сказка «Морозко» на памятной серебряной монете Банка России номиналом 3 р.

- «Чудесный колодец» (1956)
- «Морозко» (1964)
- «Мороз Иванович» (1981)

## Нумизматика
28 сентября 2020 года Банк России выпустил в обращение памятную серебряную монету номиналом 3 рубля «Морозко» серии «Легенды и сказки народов России».